# Falguereta de cingle
La falguereta de cingle (Asplenium fontanum) és una espècie de falguera de la família Aspleniaceae, present als Països Catalans.

## Característiques
És una falguera hemicriptòfita rizomatosa, erecta, amb frondes agrupades en fascicles laxos, frondes que arriben a fer 30 cm de llargària. La làmina és dues o tres vegades pinnada, amb pínnules pinnatífides, amb lòbuls, a la vegada, denticulats. El pecíol, de color castany a la seva part basal, és molt més curt que la làmina d'un viu color verd. El raquis és verdós en tota la seva llargària, amb un indument glandulós. Els sorus es distribueixen en grups de dos o tres per pínnula.

## Distribució
L'espècie és pròpia d'Europa occidental i nord d'Àfrica. A la península Ibèrica es troba als Pirineus i muntanyes de la meitat oriental; al sud, arriba a les serralades bètiques fins a Cadis, però sempre en hàbitats humits.

## Hàbitat
Mostra preferència pels ambients ombrívols, encara que també pot viure a plena llum si rep suficient humitat i creix a les escletxes de les roques calcàries i entre les pedres de les parets de les marjades, entre els 100 i els 2.200 metres.

## Espècies semblants
A. fontanum té les làmines cinc vegades més llargues que amples, mentre que A. foreziense les té més curtes. S'assembla als seus híbrids A. majoricum i A. X reichsteinii, però es distingeix d'ambdós pel major nombre de divisions en les seves pinnes.

## Subespècies
- Asplenium fontanum ssp. fontanum: viu a Europa i nord d'Àfrica.
- Asplenium fontanum ssp. pseudofontanum: viu a Àsia, des del Turquestan fins al Nepal.